# Исаев, Сеймур Афиг оглы
Сеймур Афиг оглы Исаев (азерб. Seymur Isayev; род. 28 июля 1998, Газахский район) — азербайджанский боксёр. Обладатель пояса чемпиона мира по версии UBO Universal Boxing Organization.

## Карьера
Родился 28 июля 1998 года в Газахском районе. Начал заниматься спортом в Москве. Выиграл множество региональных соревнований. Вернулся в Азербайджан в 2013 году. После окончания Республиканского олимпийского спортивного лицея в 2015 году поступил на отделение боевых искусств Азербайджанской государственной академии физической культуры и спорта, которое окончил в 2019 году.
Был победителем первенства Азербайджана среди подростков и молодежи. 
Дважды чемпион Азербайджана. 
Персональным тренером является Эльбрус Рзаев. 
Провёл 150 боев в любительском боксе и выиграл 136 из них. Первый азербайджанский боксер, завоевавший мировой пояс по профессиональному боксу (UBO Всемирной боксерской организации).